# Dendropsophus mathiassoni
Espèce
Synonymes
- Hyla mathiassoni Cochran & Goin, 1970

Statut de conservation UICN

 LC  : Préoccupation mineure
Dendropsophus mathiassoni est une espèce d'amphibiens de la famille des Hylidae.

## Répartition
Cette espèce est endémique de Colombie. Elle se rencontre entre 280 et 800 m d'altitude dans les Llanos à l'est de la cordillère des Andes dans les départements de Meta, de Casanare, de Cundinamarca et d'Arauca.

## Étymologie
Cette espèce est nommée en l'honneur de Sven Mathiasson (1925-2009).

## Publication originale
- Cochran & Goin, 1970 : Frogs of Colombia. United States National Museum Bulletin, vol. 288, p. 1-655. (texte intégral).